# Johann Mannhardt
Johann Michael Mannhardt (31. srpna 1798, Bürstling Bavorsko – 25. srpna 1878, Mnichov) byl německý hodinář, mechanik a vynálezce.

## Život
Mannhardt se narodil roku 1798 v jihoněmecké vsi Bürstling (součást města Gmund am Tegernsee), kde nejprve začínal jako pasák koz. Později se v Gmundu vyučil hodinářem a začal tak rozvíjet svůj velký talent pro mechanické práce. Od roku 1821 pracoval v Miesbachu u věžního hodináře Fritze. Když se v roce 1844 odstěhoval do Mnichova, založil zde vlastní firmu s názvem Königlich Bayerische Hof-Thurmuhren-Fabrik Johann Mannhardt (od roku 1928 nese jméno Turmuhrenfabrik Philipp Hörz). Nadále se věnoval především výrobě věžních hodin, které dodával na různá místa v Evropě, ale také v Americe. Kromě toho vynalezl řadu přístrojů (např. plombovací přístroj, olejový mlýn), mnohé upravil a vylepšil (např. pily, soustruhy, rašelinové lisy) a dal zapsat různé patenty. Pro střešní okna mnichovské Staré pinakotéky zhotovil ocelové rámy.
Johann Mannhardt zemřel v Mnichově roku 1878 šest dní před svými osmdesátými narozeninami. Pohřben je na tamním starém jižním hřbitově. V Mnichově a v Miesbachu jsou na jeho počest pojmenovány ulice. Amantův kolíčkový krok se v Německu často nazývá Mannhardtův, protože se používal hlavně u věžních hodin.

## Dílo
Známé věžní hodiny vytvořené Johannem Mannhardtem:
- 1826 – kostel svatého Vavřince v Rottach-Egernu
- 1833 – evangelický kostel svatého Matouše v Mnichově
- 1842 – Frauenkirche v Mnichově (uložené v Německém muzeu)
- 1864 – kostel svatého Mikuláše v Mikulášovicích (dosloužily roku 1961)
- farní kostel Nanebevzetí Panny Marie a porciunkulární kostel svatého Františka v Miesbachu
- obecná škola v salcburské čtvrti Mülln
- klášter Fürstenfeld
- kostel Nejsvětější Trojice v Haunsheimu
- kostel svatého Jana v hornofalckém Neumarktu

## Galerie

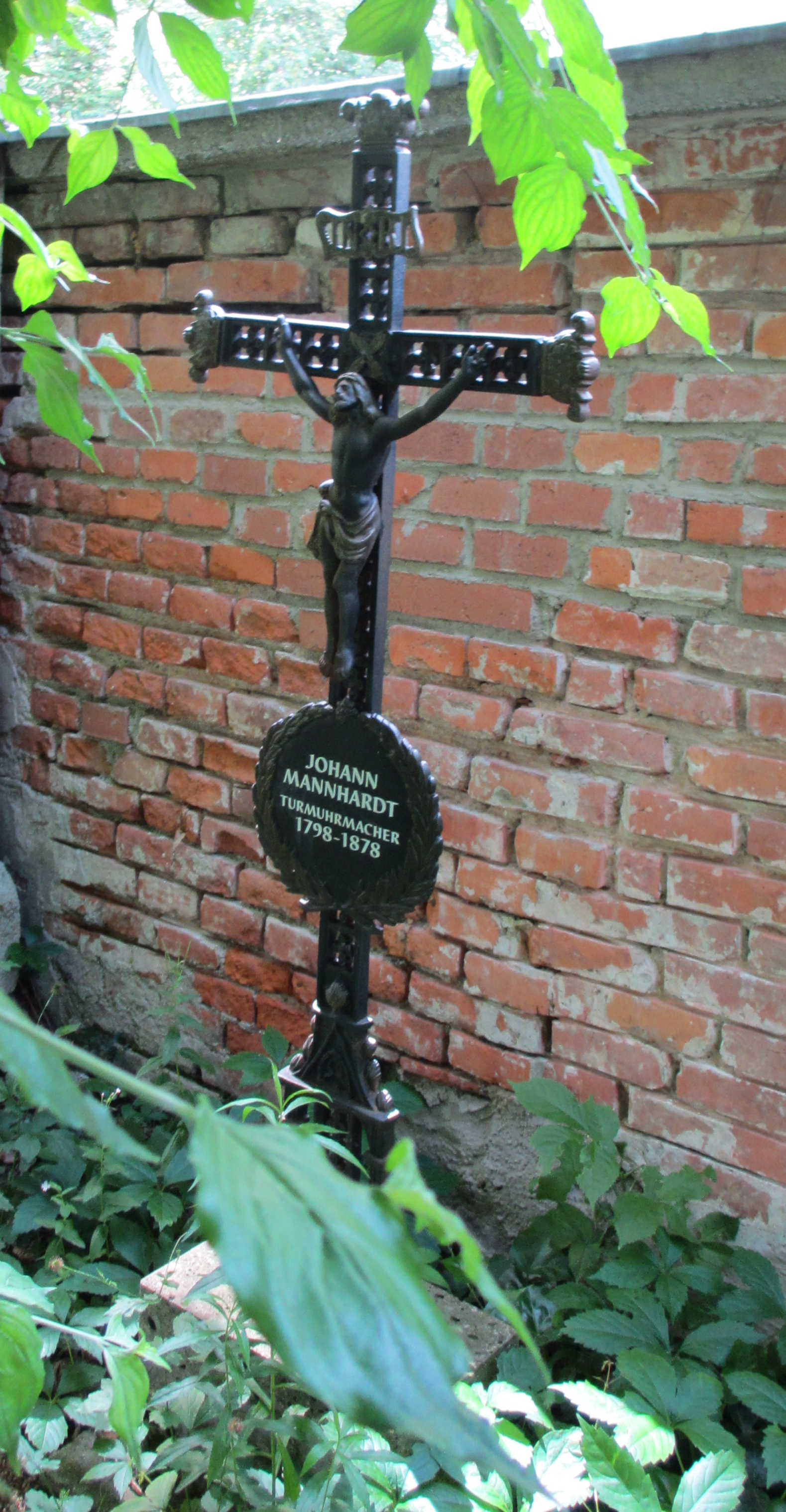
Mannhardtův hrob
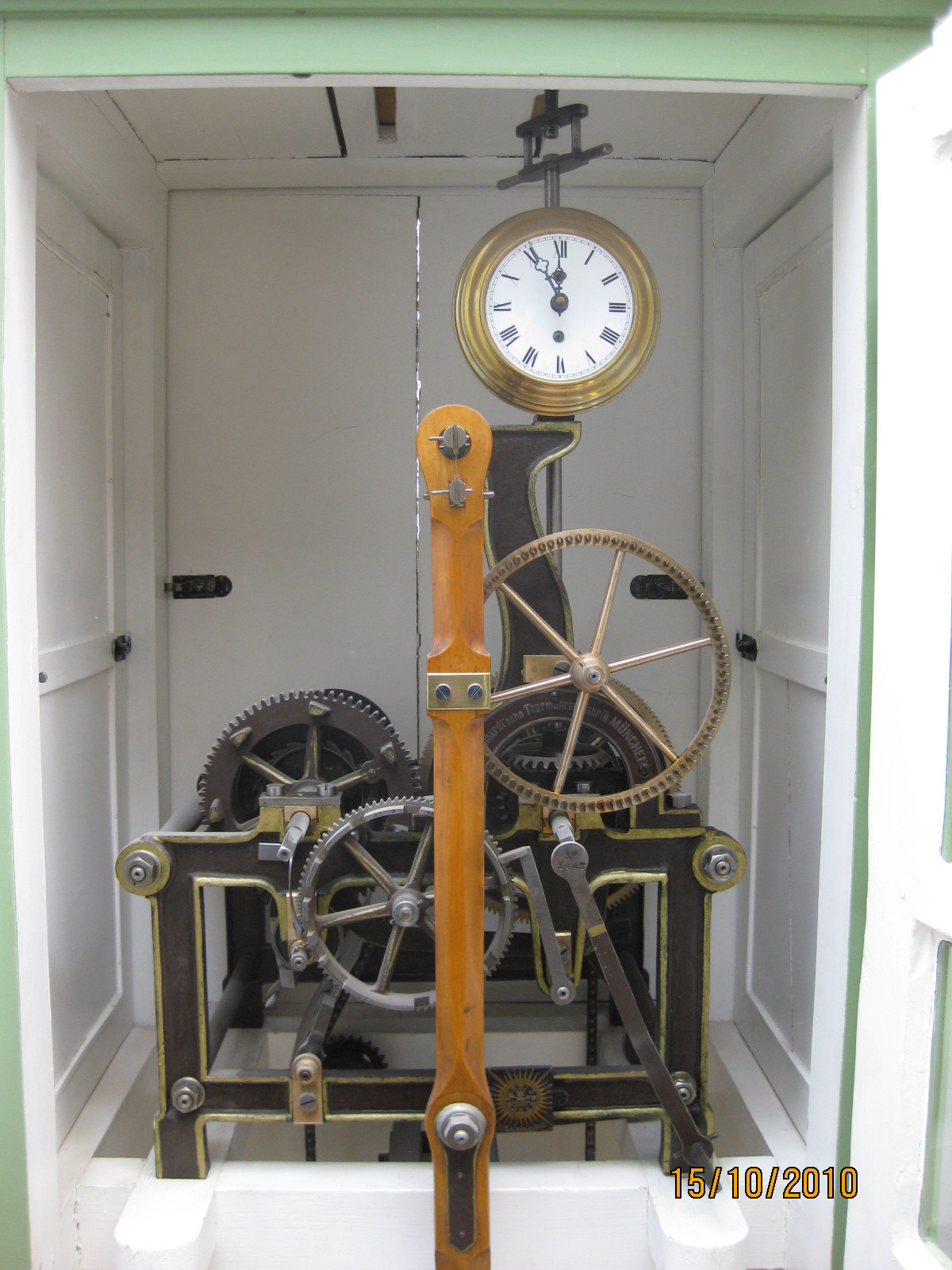
Hodiny v müllnské škole
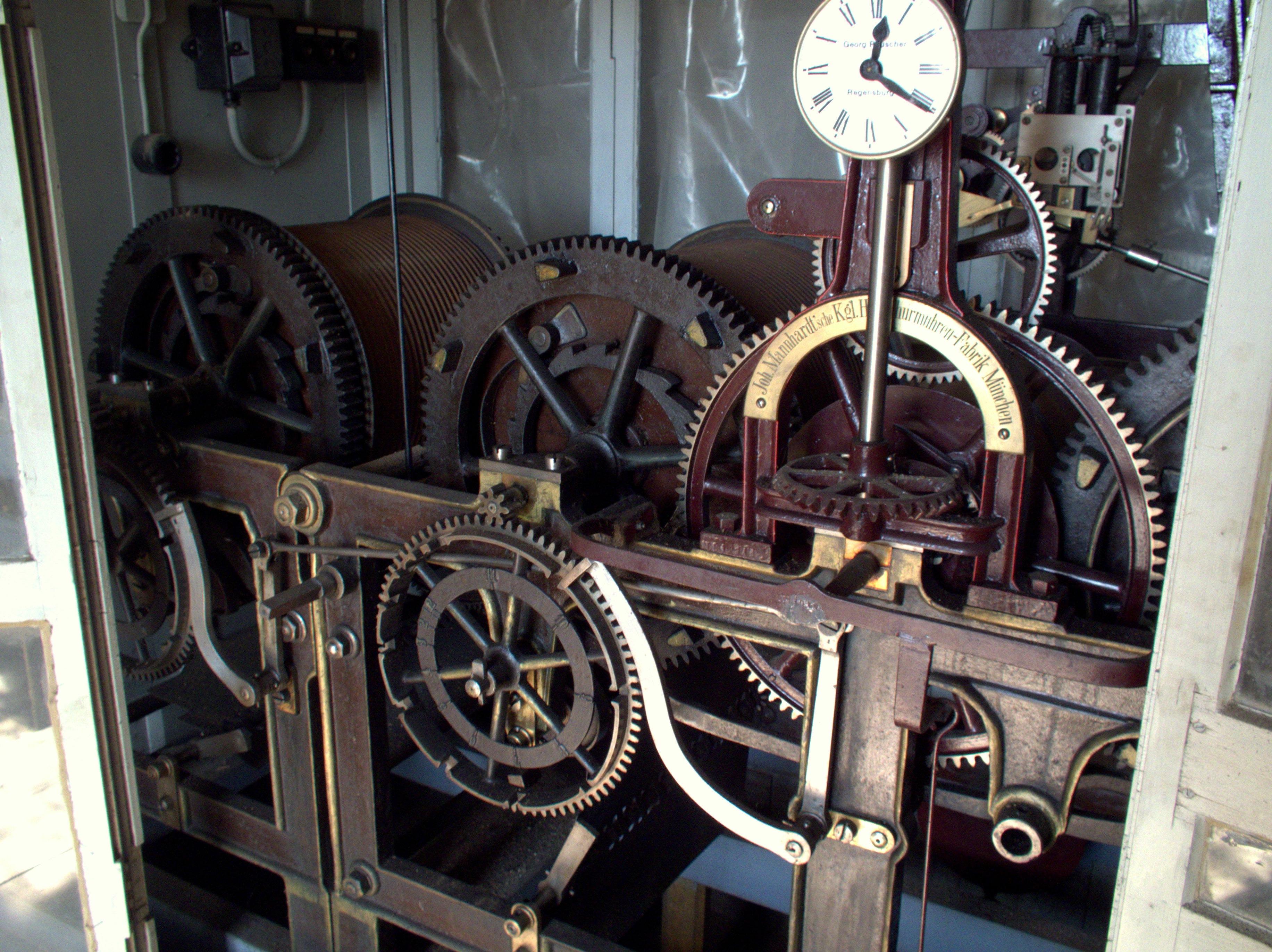
Hodiny v kostele sv. Jana v Neumarktu